# Schizomavella globifera
Schizomavella globifera är en mossdjursart som först beskrevs av Alpheus Spring Packard 1863.  Schizomavella globifera ingår i släktet Schizomavella och familjen Bitectiporidae. Inga underarter finns listade i Catalogue of Life.